# Індекс (Вашингтон)
Індекс (англ. Index) — місто (англ. town) в США, в окрузі Сногоміш штату Вашингтон. Населення — 155 осіб (2020).

## Географія
Індекс розташований за координатами 47°49′17″ пн. ш. 121°33′21″ зх. д. / 47.82139° пн. ш. 121.55583° зх. д. (47.821305, -121.555900).  За даними Бюро перепису населення США в 2010 році місто мало площу 0,59 км², уся площа — суходіл. В 2017 році площа становила 0,53 км², уся площа — суходіл.

## Демографія
Згідно з переписом 2010 року, у місті мешкало 178 осіб у 80 домогосподарствах у складі 44 родин. Густота населення становила 304 особи/км².  Було 116 помешкань (198/км²).
Расовий склад населення:
| - 95,5 % — білих - 1,7 % — азіатів - 0,6 % — вихідців з тихоокеанських островів |

До двох чи більше рас належало 1,7 %. Частка іспаномовних становила 4,5 % від усіх жителів.
За віковим діапазоном населення розподілялося таким чином: 22,5 % — особи молодші 18 років, 65,1 % — особи у віці 18—64 років, 12,4 % — особи у віці 65 років та старші. Медіана віку мешканця становила 42,0 року. На 100 осіб жіночої статі у місті припадало 89,4 чоловіків;  на 100 жінок у віці від 18 років та старших — 89,0 чоловіків також старших 18 років.
Середній дохід на одне домашнє господарство  становив 63 999 доларів США (медіана — 57 159), а середній дохід на одну сім'ю — 72 177 доларів (медіана — 63 750). Медіана доходів становила 50 179 доларів для чоловіків та 41 406 доларів для жінок. За межею бідності перебувало 18,0 % осіб, у тому числі 17,6 % дітей у віці до 18 років та 33,3 % осіб у віці 65 років та старших.
Цивільне працевлаштоване населення становило 107 осіб. Основні галузі зайнятості: освіта, охорона здоров'я та соціальна допомога — 35,5 %, виробництво — 12,1 %, роздрібна торгівля — 11,2 %.